# Гала (сорт яблок)
 'Гала'  (от фр. gala «торжественный, праздничный») — сорт яблок. 
Сорт был выведен в Новой Зеландии путём скрещивания сортов яблок сортов 'Голден Делишес' ( 'Голден' ) и  'Kidd's Orange Red'  (Кидс Оранж Ред). Работа над сортом шла с 1930-х по середину 1970-х годов. Американский патент на новый сорт яблок был выдан 15 октября 1974 года.
'Гала' — это сорт яблок со сладким, мягким вкусом, хрустящей, но не твердой текстурой и нарядной желто-красной кожурой. Благодаря хорошим вкусовым качествам и довольно высокой устойчивости к болезням сорт 'гала' со временем стал одним из самых выращиваемых (и продаваемых) в мире коммерческих сортов яблок. Например, в Великобритании на него приходится 20% от всех коммерчески выращиваемых яблок, а в США сорт 'гала' в 2018 году вышел на первое место, сменив сорт 'Ред Делишес', который прочно удерживал эту позицию на протяжении более чем 50 лет. 
На основании яблок сорта 'гала' было выведено много других сортов яблок, из которых сорт 'Роял Гала' ('Королевские Гала') с плодами интенсивно красного цвета у себя на родине, в Новой Зеландии, практически вытеснил оригинальный сорт. 
В Северном полушарии основная часть яблок созревает в августе-сентябре, тогда как в Южном полушарии — в Новой Зеландии и в Австралии сезон яблок начинается в конце января. Тем не менее, в обоих полушариях, благодаря современным технологиям хранения, эти яблоки доступны на прилавках супермаркетов в течение всего года.